# Solfernus’ Path
Solfernus’ Path — пятый полноформатный студийный альбом польской группы Darzamat, вышедший в 2009 году.

## Запись
Материал был записан по большей части в Польше в студиях HH Poland, MAQ и Red Room. Альбом создавался при участии знаменитого Йонаса Кьеллгрена — гитариста Scar Symmetry, а также Ярослава Тоифла, как и на прошлой записи, отвечавшего за техническое оснащение. Сведение, микширование и мастеринг были произведены Йонасом в шведской студии Black Lounge.
Гитарист King Diamond и бывший участник Death Энди ЛаРок сыграл заключительное гитарное соло на «King of the Burning Anthems». Энди сам записал своё соло лично в студии Sonic Train в Варберге. Группа работает с ним со времен, когда ЛаРок помогал записывать «Transkarpatia». На альбоме также представлено вступление, написанное ударником Роем Майоргой из Stone Sour и когда-то — Soulfly.
Интересной особенностью данного альбома можно считать тот факт, что на время записи в коллективе не было басиста. Его место в период с 2007 по 2009 года занимал Chris.
Материал был издан на компакт-диске Massacre в Европе и Spiritual Beast в Японии. Также, польские Witching Hour издали в Европе, ограниченный пятьюстами копиями, LP, представляющий собой 12 дюймовую виниловую грампластинку весом в 140 грамм, оформленную под мрамор в черных и красных тонах. Упаковано LP-издание было в классический гейтфолд.

## Стиль
Материал по-прежнему можно считать комбинацией симфонический блэк-метал, дарк-метал и дэт-метал с элементами пэган-метал так как выпуск является технически усовершенствованной проекцией предыдущей полноформатной записи Transkarpatia. Также, на альбоме по-прежнему используются дополнительные инструментальные мини-композиции, разыгрываемые между группами основных, и как бы разделяющие поставленный материал на акты.

## Концепция и название
Название альбома «Solférnus’ Path» (рус. Путь Солфэ́рнуса) обращает наше внимание на имя определенного персонажа, играющего свою роль в концепции записи. «Solfernus», тем не менее, — не имя главного героя, а псевдоним персонажа, который, исходя из текста композиций и стилистических набросков дополнительного материала изданий, сопровождает героя в его путешествии. Местами также можно отметить его влияние на ход событий. Этого спутника можно считать позаимствованным из пьесы Яна Дрды «Игра с чёртом».
Сюжет рассказывает о студенте, с которым в неком мистическом месте происходят загадочные вещи. Герой выходит за грань реального и видит потустороннее. Стилистика концепции альбома близка к магическому реализму Стефана Грабинского.
На одном из событий, в которых участвовала группа, вокалистка коллектива прокомментировала содержание материала записанного альбома следующим образом:

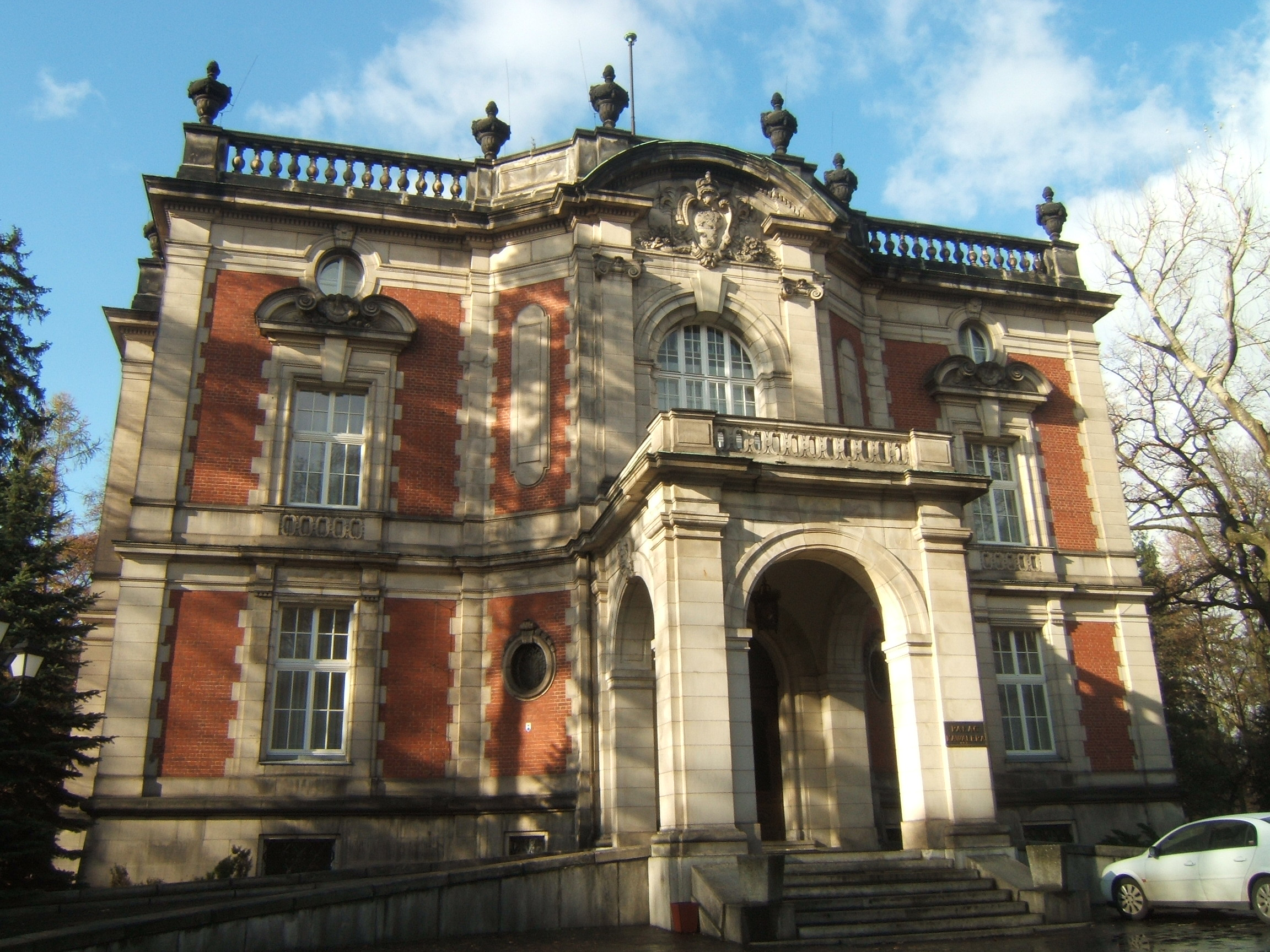
Рыцарский дворец семьи Доннерсмарк в ландшафтном парке Сверкланца — пример архитектуры барокко. Место послужило источником вдохновения для концепции записи и фотографии.

Это первый концептуальный альбом в истории Darzamat. История, обыгранная в его основе, происходит в поистине мистическом декоре поместья графини Жозефины фон Кёхмайстер. Нас вдохновили Вилла Каро в Гливице и некоторые другие места в Плавневице и Сверкланце. Действия происходят в начале двадцатого столетия.
Мы возвращаемся с новым альбомом после почти двухлетнего перерыва и поэтому очень рады, что новый материал записан и уже очень скоро будет донесен до наших поклонников. Концепция альбома определенного рода новинка для нас, однако мы давно хотели сделать что-то подобное. История хорошо прослеживается, как в музыке, так и в тексте композиций.
Оригинальный текст (англ.)This is the first concept album in Darzamat's history. The story contained in the album takes place in an indeed mystical decor which is created by the mansion of Countess Josephine von Kuchmeister. The inspiration for the very mansion was derived from situated in Gliwice Willa Caro as well as from the Palaces in Pławniowice and Świerklaniec. The action of "Solfernus' Path" takes place at the beginning of XXth century.

We are coming back with the new album after the almost two-year break and therefore we are very excited about the fact new material will soon be brought to our fans. The concept album is a certain kind of novelty for us, however, we've been nursing the idea of doing it for a long time. This is a coherent story being told by the lyrics and the music.
— Агнешка «Nera» Горецка

## Фотографии
Фото к альбому с участием коллектива делались в Сверкланце. На некоторых из них виден автомобиль марки BMW 1934 года выпуска. Фотографии были использованы в буклете компакт-диска и упаковке грампластинки.
В одном из интервью вокалистка описала процесс создания фотографий:

Это место в Сверкланце выдержано в идеально подходящей манере, оно отражает атмосферу концепции материала просто превосходно. Это экстраординарное место вообще поразило нас сразу! Было снято несколько сессий, каждая из которых имеет особый характер и собственный шарм.
Прекрасно, что у фотографий была идея, тоже своего рода концепция. Это эффектно. Мы чувствовали себя так, как будто снимали новый клип. Была привлечена довольно большая команда и все длилось около десяти часов!!! Хуже всего пришлось тогда, когда надо было приступать в 3:30 утра… У фотографа тогда была идея «захватить» утреннее небо до восхода солнца и для нас это казалось безумием, но когда мы увидели результат, мы сразу поняли, чего он хотел…
Оригинальный текст (англ.)The Palace in Świerklaniec, in an excellent manner, mirrors the character and the climate of this story. It's the extraordinary place which enchanted us at first sight! There were a few sets that constituted our photo shoot and each of them has a different character and its unique charm.
It's an amazing idea, which added the flavor to these pictures. The effect is truly superb. We felt as if we were taking part in a videoclip making. There was a pretty big technical crew engaged in this undertaking and the photo shoot lasted nearly....10 hours!!!! The worst part of it was that we had to be on place at 3.30 a.m... The photographer had the concept that he would manage to 'seize' the excellent sky before the sunrise. It appeared a bit nonsensical to us but when we saw the results, we understood what he had on mind...
— Агнешка «Nera» Горецка

## Список композиций
CD
1. «False Sleepwalker» — 4:23
2. «Vote for Heresy» — 4:26
3. «I Devium» — 0:29
4. «Pain Collector» — 3:58
5. «Final Conjuration» — 3:12
6. «II Fumus» — 1:11
7. «Gloria Inferni» — 4:15
8. «III Venenum» — 1:02
9. «Solfernus Path» — 3:24
10. «Lunar Silhouette» — 2:57
11. «King of the Burning Anthems» — 3:43
12. «IV Spectaculum» — 1:16
13. «Chimera» — 4:05
14. «Mesmeric Séance» — 4:14

### Дополнительные материалы
- Видео о создании альбома (только для азиатского рынка)[3][12]

LP

#### Сторона A
1. «False Sleepwalker» — 4:23
2. «Vote for Heresy» — 4:26
3. «Pain Collector» — 3:58
4. «Final Conjuration» — 3:12
5. «Gloria Inferni» — 4:15

#### Сторона B
1. «Solfernus Path» — 3:24
2. «Lunar Silhouette» — 2:57
3. «King of the Burning Anthems» — 3:43
4. «Chimera» — 4:05
5. «Mesmeric Séance» — 4:14[3][4]

## Над альбомом работали

### Darzamat
- Рафал «Flauros» Горал — вокал
- Агнешка «Nera» Горецка — вокал
- Кшиштоф «Chris» Михалак — гитара, бас-гитара
- Патрик «Spectre» Кумор — клавишные
- Мариуш «Rogol» Преткевич — ударные

### Приглашённые участники
- Энди ЛаРок — гитарное соло на «King of the Burning Anthems»
- Рой Майорга — вступление в «False Sleepwalker»

### Техническая сторона
- Йонас Кьеллгрен — сведение, микширование, мастеринг
- Ярослав Тоифл — звукоинженер

### Художественная работа
- Анна Хромик — перевод
- Qras (mentalporn.com) — обложка
- Себастиан Цвиг — фотография[1][2][3][4][8][12]

## Награды
| Год  | Предмет         | Версия            | Номинация            | Результат | Источники |
| ---- | --------------- | ----------------- | -------------------- | --------- | --------- |
| 2009 | Solfernus’ Path | musicarena.pl     | Альбом года (Польша) | III место | [ 13 ]    |
| 2009 | Solfernus’ Path | Nocturnal Euphony | Альбом месяца        | Победа    | [ 14 ]    |